# Lagune Ignacio
La lagune Ignacio est une lagune saumâtre située en Argentine, en Patagonie, au nord du département de Güer Aike de la province de Santa Cruz. 

## Géographie
La lagune Ignacio est au centre d'un petit bassin endoréique, et n'a donc pas d'émissaire. 

Elle fait partie du groupe de lagunes appelées lagunes del Tero, et se trouve plus ou moins 45 km au nord-nord-est du confluent entre le río Coig et son affluent le río Pelque, dans la zone du plateau patagonique bordant la rive gauche de celui-ci. 
Sa superficie est de 2,1 km2.